# Lyssomanes adisi
Lyssomanes adisi är en spindelart som beskrevs av Dmitri Viktorovich Logunov 2002. Lyssomanes adisi ingår i släktet Lyssomanes och familjen hoppspindlar. Inga underarter finns listade i Catalogue of Life.